# Dafnes
Dafnes (griechisch Δαφνές (m. sg.)) ist ein Dorf in der Gemeinde Iraklio auf der griechischen Insel Kreta.
Der Ort liegt etwa 18 km südlich der Kernstadt von Iraklio auf etwa 320 Meter Höhe auf einem Bergrücken in den östlichen Ausläufern des Psiloritis (2456 m) unmittelbar östlich der Nationalstraße 97.
Dafnes ist landwirtschaftlich geprägt; Tafeltrauben und Sultaninen der Rebsorte Sultana, Weine, Spirituosen, Gemüse und Olivenöl sind die Hauptprodukte. Bekannt ist der Ort jedoch schon seit dem 13. Jahrhundert vor allem wegen des aus der Liatiko-Rebe hergestellten sehr aromatischen und natursüßen Dafnes Rotweins.
Der zentrale Dorfplatz mit seinen großen Eukalyptus-Bäumen ist von Cafés und Kafenia umgeben. Hier findet jedes Jahr, normalerweise an den ersten zehn Tagen des Juli, das weithin bekannte Weinfest von Dafnes statt. Auf der Nordseite des Platzes steht die kleine, 1685 erbaute Kirche Agia Zoni Agios Nikolaos.